# Bohuslav Martinů
Bohuslav Martinů (1890-1959) là nhà soạn nhạc, nghệ sĩ đàn violin, nhà sư phạm người Séc. Ông là một trong những nhà soạn nhạc lớn nhất của Séc thế kỷ XX. 

## Cuộc đời
Bohuslav Martinů học âm nhạc tại Nhạc viện Praha trong các năm 1906-1913. Từ năm 1913 đến năm 1923, Martinů là nhạc công trong dàn nhạc Philarmonic của thành phố Praha. Ông tự học sáng tác, năm 1923 ông sang Paris học Albert Roussel. Ông ở đó đến năm 1940 thì sang Mỹ. Năm 1953, ông trở lại châu Âu, sinh sống tại Pháp và Thụy Sĩ.

## Phong cách sáng tác
Bohuslav Martinů là một trong những nhà soạn nhạc lớn nhất của Séc thế kỷ XX. Sáng tác của Martinů gồm nhiều thể loại và hình thức âm nhạc, kết hợp những khuynh hướng sáng tác hiện đại với những truyền thống của nền văn hóa âm nhạc kinh điển của Séc.

## Các tác phẩm
Bohuslav Martinů đã sáng tác:
- 16 vở opera, trong đó có:

- Người lính và cô vũ nữ (1928)
- Tiếng nói của rừng (1935)
- Hài kịch trên cầu (1950)
- Adriadne (1958)

- 11 vở ballet, nổi bật là:

- Istar (1922)
- Ai uy quyền nhất thế giới (1922)
- Khởi nghĩa (1925)
- Spalicek (1932)

- Oratorio
- Cantata
- Rhapsody Séc cho đơn ca, hợp xướng, dàn nhạc giao hưởng và đàn organ
- sáu bản giao hưởng:

- Số 1 (1942)
- Số 2 (1943)
- Số 3 (1944)
- Số 4 (1945)
- Số 5 (1946)
- Số 6 (1953)

- Những tác phẩm khác cho dàn nhạc giao hưởng
- Các bản concerto cho các nhạc cụ và dàn nhạc giao hưởng
- Các tác phẩm thính phòng
- Các tiểu phẩm cho piano
- Những ca khúc